# Chimarra bimbltona
Chimarra bimbltona är en nattsländeart som beskrevs av Malicky 1979. Chimarra bimbltona ingår i släktet Chimarra och familjen stengömmenattsländor. Inga underarter finns listade i Catalogue of Life.